# Ivo Waldhör
Ivo Antonio Carlo Waldhör, född 17 augusti 1931 i Bolzano, död 23 mars 2024 i Malmö, var en italiensk-svensk arkitekt.
Waldöhr växte upp i Bolzano (Bozen) där hans far drev en frisörsalong. Han studerade arkitektur i Wien för Clemens Holzmeister. Waldhör flyttade 1956 till Sverige, där han anställdes hos Ivar och Anders Tengboms arkitektkontor i Stockholm. Han var anställd på Malmö stadsbyggnadskontor mellan 1967 och 1990.
Ivo Waldhör förnyade gatumiljön i Malmö under 1980-talet. Han låg bland annat bakom utformningen av Södergatan när den gjordes om till gågata med skulpturer och soffor och lampor. Waldhör formgav nya lyktstolpar, gatulyktor och bänkar. Han stod också för en ny busshållplats med en busskur kallad ”Lövet” vid Konserthuset och gång- och cykelpassagen vid Malmö stadshus. För sitt arbete mottog han pris med motiveringen ”för att han med känsla för detaljens betydelse satt knorr på den malmöitiska stadsmiljön”. Waldhör ritade också en ny korvkiosk på Stortorget som väckte uppmärksamhet genom sin kubform och knallblå färg. Då hade han tidigare ritat en ny uteservering åt Café Maritza.
Han har tilldelats Malmö stads stadsbyggnadspris två gånger, dels 1984 för armatur vid Malmborgsgatan, dels 1992 för MKB:s bostadsfastighet på Monbijougatan 4, känd som Bo100. Arbetet med Bo100 återges i boken "Arkitektur som social konst". Han tyckte själv att det var ett av hans finaste arbeten. Projektet är inspirerat av ett projekt, Wohnen mit Kindern, i Wien som hans studiekamrat Ottokar Uhl hade genomfört 1980-1984.
År 1990 mottog Waldöhr Lunds stadsbyggnadspris tillsammans med Mårten Dunér, Björn Edström och Joanna Heilig för Kulturmejeriet.
Han gav bland annat ut Noter och fragment om arkitektur och förpliktelser (2017) och barnboken En resa till de hemliga öarna (2021).